# Carlos Óscar, Duque de Sudermânia
Carlos Óscar da Suécia, (Carlos Óscar Guilherme Frederico; 14 de Dezembro de 1852 em Estocolmo – 13 de Março de 1854 em Estocolmo) foi um príncipe da Suécia e da Noruega.

## Biografia
Carlos Óscar foi o único filho varão do casamento entre o príncipe-herdeiro Carlos (depois rei Carlos XV e IV) dos Reinos Unidos da Suécia e da Nortuega (1826–1872) e da princesa Luísa dos Países Baixos (1828–1871). Tinha uma irmã mais velha, a princesa Luísa da Suécia que se viria a tornar rainha da Dinamarca. 
Em Fevereiro de 1854, o pequeno príncipe sofreu um ataque de sarampo e foi-lhe prescrito que tomasse um banho de água fria. Esse remédio fez com que ele apanhasse uma pneumonia que causou a sua morte quando ele tinha pouco mais de um ano de idade. O seu corpo encontra-se sepultado na Riddarholmskyrkan em Estocolmo.

## Brasão de armas
| Brasão de Armas do príncipe Carlos Óscar, Duque de Sudermânia |

## Genealogia
| Carlos Óscar, Duque de Sudermânia | Pai: Carlos XV da Suécia     | Avô paterno: Óscar I da Suécia           | Bisavô paterno: Carlos XIV João da Suécia                     |
| Carlos Óscar, Duque de Sudermânia | Pai: Carlos XV da Suécia     | Avô paterno: Óscar I da Suécia           | Bisavó paterna: Desidéria Clary                               |
| Carlos Óscar, Duque de Sudermânia | Pai: Carlos XV da Suécia     | Avó paterna: Josefina de Leuchtenberg    | Bisavô paterno: Eugênio de Beauharnais, Duque de Leuchtenberg |
| Carlos Óscar, Duque de Sudermânia | Pai: Carlos XV da Suécia     | Avó paterna: Josefina de Leuchtenberg    | Bisavó paterna: Augusta da Baviera                            |
| Carlos Óscar, Duque de Sudermânia | Mãe: Luísa dos Países Baixos | Avô materno: Frederico dos Países Baixos | Bisavô materno: Guilherme I dos Países Baixos                 |
| Carlos Óscar, Duque de Sudermânia | Mãe: Luísa dos Países Baixos | Avô materno: Frederico dos Países Baixos | Bisavó materna: Guilhermina da Prússia                        |
| Carlos Óscar, Duque de Sudermânia | Mãe: Luísa dos Países Baixos | Avó materna: Luísa da Prússia            | Bisavô materno: Frederico Guilherme III da Prússia            |
| Carlos Óscar, Duque de Sudermânia | Mãe: Luísa dos Países Baixos | Avó materna: Luísa da Prússia            | Bisavó materna: Luísa de Mecklemburgo-Strelitz                |

1. ↑  Lovisa, urn:sbl:9717, Svenskt biografiskt lexikon (art av Nils F Holm), hämtad 2013-11-01.